# (5071) Schoenmaker
Pour les articles homonymes, voir Schoenmaker.
(5071) Schoenmaker est un astéroïde de la ceinture principale.

## Description
(5071) Schoenmaker est un astéroïde de la ceinture principale. Il fut découvert le 30 septembre 1973 à l'observatoire Palomar par Cornelis Johannes van Houten, Ingrid van Houten-Groeneveld et Tom Gehrels. Il présente une orbite caractérisée par un demi-grand axe de 3,19 UA, une excentricité de 0,18 et une inclinaison de 10,1° par rapport à l'écliptique.

## Compléments